# Maurice-Charles-Alfred de Cormont
Maurice-Charles-Alfred de Cormont (ur. 29 marca 1847 w Paryżu, zm. 25 kwietnia 1933) – francuski duchowny katolicki, biskup. Święcenia kapłańskie przyjął w 1876 roku, zaś w 1899 został mianowany przez papieża Leona XIII biskupem diecezji Martyniki. Decyzją Piusa X przeniesiony do diecezji Aire i Dax w 1911. W roku 1930 przeszedł na emeryturę. Został wówczas wyniesiony do godności arcybiskupa tytularnego Brysis. Zmarł w 1933 roku w wieku 86 lat.